# Single-Handed Transatlantic Race

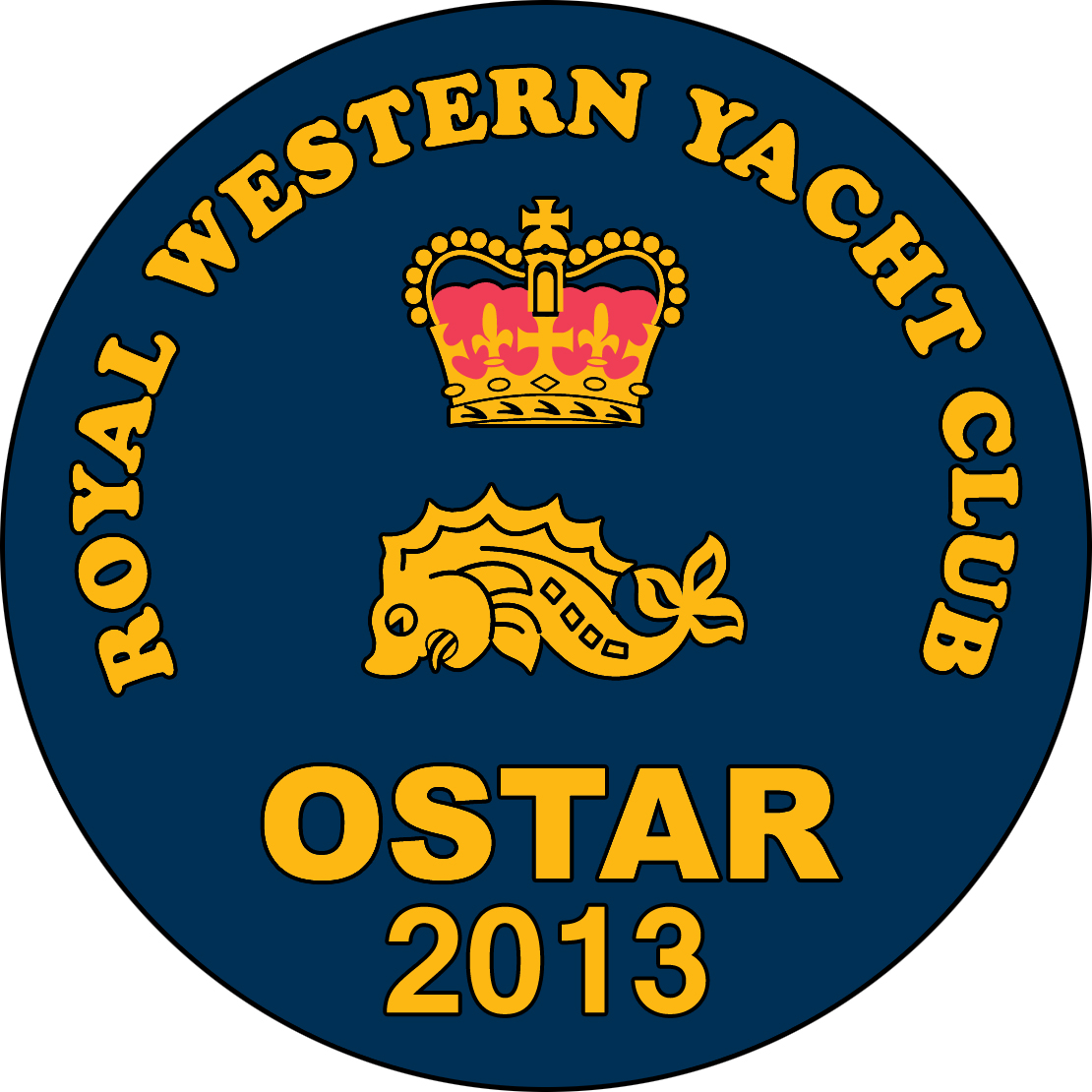

Das Single-Handed Transatlantic Race (kurz STAR; auf frz. transat anglaise: englische Transatlantikregatta) ist eine seit 1960 alle vier Jahre ausgetragene Transatlantikregatta für Einhandsegler, die vom englischen Plymouth an die Ostküste der USA (meist Newport, seltener New York oder Boston) führt. Die zu bewältigende Strecke beträgt ca. 2.820 Seemeilen (ca. 5.222,6 Kilometer). Je nach Wetter und Eissituation segeln die Yachten eine 5 % bis 20 % längere Strecke bis zum Ziel. Der Kurs führt gegen die vorherrschenden Westwinde und bei entsprechender Kurswahl über die für ihre Nebelhäufigkeit und Eisberggefahr berüchtigten Neufundlandbänke.
Die Regatta trug dank Sponsorenwechseln in ihrer Geschichte verschiedene Namen. Ursprünglich vom Royal Western Yacht Club of England organisiert und von der britischen Zeitung The Observer gesponsert, hieß sie viele Jahre Observer Single-Handed Transatlantic Race, kurz OSTAR. Spätere Namen behielten bis zur Aufteilung nach 2000 zumindest den Namensbestandteil „STAR“ (z. B. C-STAR), und die Amateurregatta OSTAR benutzt heute wieder das ursprüngliche Akronym, wobei der erste Buchstabe nun für Original steht.

## Entwicklung der Regatta

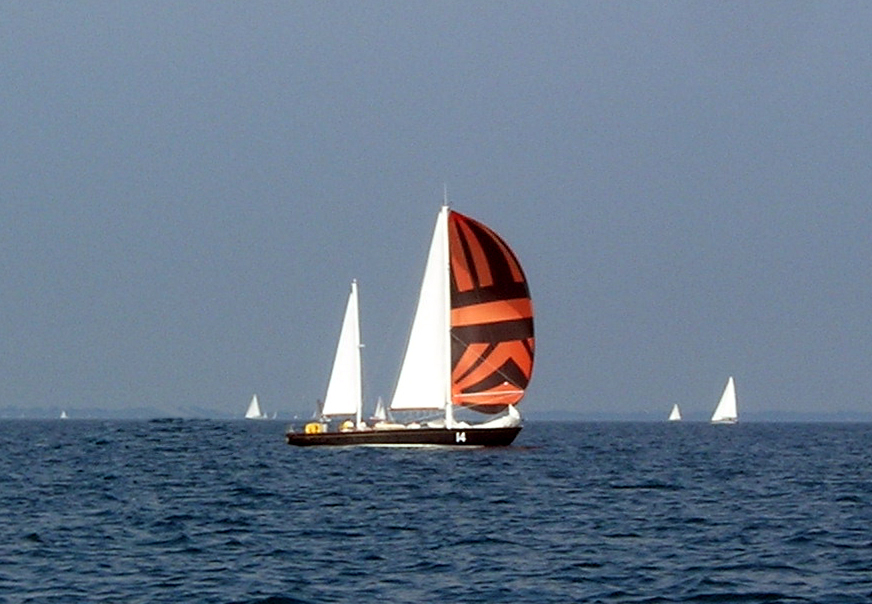
Die Pen Duick II, mit der Éric Tabarly OSTAR 1964 gewann und dafür von Charles de Gaulle mit der Ehrenlegion ausgezeichnet wurde

Initiatoren der Regatta waren die beiden Briten „Blondie“ Hasler und Francis Chichester. Der Legende nach waren sie eine Wette um einen Halfpence eingegangen, wer schneller den Atlantik überqueren würde. Chichester startete 1960 mit seiner Yacht Gypsy Moth III, während Hasler mit Jester antrat, daneben gab es drei weitere Teilnehmer. Chichester gewann in 40 Tagen, Hasler wurde Zweiter in 48 Tagen. Für diese Erstauflage des Rennens war auch der Berliner Segler Walter Kaminski gemeldet, der den Starthafen aber nicht rechtzeitig erreicht hat.
Deutsche Teilnehmer an diesem Rennen waren u. a. Claus Hehner (1972: 28. Platz) und Wolfgang Quix (1980, 1988, 1996), die sich allerdings gegen die internationale Konkurrenz nicht behaupten konnten.
Traditionell wird das OSTAR von Franzosen und Engländern dominiert, wobei seit den 1980er Jahren grundsätzlich Mehrrumpfboote auf den vorderen Plätzen landeten. Bis zur ersten Route du Rhum im Jahr 1978 war das OSTAR die bedeutendste Einhandregatta der Welt.
Mit jeder Auflage der Veranstaltung wurde das Rennen professioneller und die Möglichkeit, ohne Sponsorenhilfe vorne mitzusegeln, geringer. Als Reaktion auf die immer teureren Yachten, die beim OSTAR an den Start gingen, wurde im Jahr 1977 das Mini-Transat (heute Transat 650) ins Leben gerufen. Inspiriert vom OSTAR und aufgrund der auch beim Transat 650 explodierten Kosten wurde im Jahr 2006 die Jester Challenge für Yachten zwischen 20 und 30 Fuß veranstaltet. Benannt ist das Rennen nach der legendären Yacht Jester, mit der „Blondie“ Hasler an den ersten beiden OSTAR-Regatten 1960 und 1964 sowie Michael Richey an allen folgenden Rennen zwischen 1968 und 1996 teilnahmen. Start und Ziel sind ebenfalls Plymouth und Newport. Dieses Rennen findet alle vier Jahre im Jahr nach dem regulären OSTAR statt.
Aufgrund des großen Zuspruchs und der Professionalisierung eines Teils des Teilnehmerfelds wurde das OSTAR nach 2000 in eine Regatta für Profis (The Transat, erstmals 2004, organisiert von Offshore Challenges Events Ltd.) und eine Regatta für Amateure (Original Single-Handed Transatlantic Race, kurz OSTAR, erstmals 2005, organisiert vom Royal Western Yacht Club of England) aufgeteilt;  Auf der einen Seite steht The Transat (Plymouth – Boston) für Segelprofis mit Booten der IMOCA 60 und Class 40 Klasse und auf der anderen Seite das Original Singlehanded Transatlantic Race (Plymouth – Newport R.I.) für kleinere Boote. Beim Artemis-Transat 2008 belegte der deutsche Boris Herrmann den 2. Platz in der Klasse der Class-40-Yachten. Damit erreichte er die beste Platzierung, die bis dahin ein deutscher Einhandsegler bei einer der großen Einhandregatten erzielen konnte.
Während die Skipper beim OSTAR bei der Routenführung frei sind, wird beim The Transat von der Regattaleitung ein von der Eislage über den Neufundlandbänken abhängiges Ausschlussgebiet benannt, das nicht befahren werden darf (Ausnahme im Jahr 2004). Dies schränkt die Möglichkeit ein, das Ziel auf der Großkreisroute zu erreichen.
OSTAR und The Transat verzeichneten in den letzten Jahren ein zurückgehendes Interesse von Teilnehmerseite, weswegen The Transat schon mehrfach verschoben wurde. The Transat startete unter der Bezeichnung The Transat Bakerly am 2. Mai 2016 in Plymouth mit Ziel New York. Es traten 25 Teilnehmer in 4 Bootsklassen (Class 40, Multi 50, IMOCA/Open 60, Ultimes) an.
Beim OSTAR 2017 waren 14 Yachten am Start, von denen fünf das Ziel erreichten. Das für 2020 geplante OSTAR wurde aufgrund der COVID-19-Pandemie auf 2022 verschoben. Am 5. Mai 2024 startete die bislang letzte Ausgabe des OSTAR; diesmal mit nur drei Startern, die alle das Ziel erreichten.
Das für 2020 angesetzte The Transat, diesmal unter dem Namen The Transat CIC (Starthafen Brest/FRA, Zielhafen Charleston/USA) wurde aufgrund der COVID-19-Pandemie abgesagt. Durch den Wechsel von Start- und Zielhafen wurde die ideelle Verbindung zum OSTAR endgültig gekappt. Die Berufung auf das OSTAR bei der Vermarktung des Rennens erfolgt nur noch aus werblichen Gründen. Das The Transat CIC wurde dann wieder im April 2024 gestartet. Diesmal mit dem Starthafen Lorient. Gemeldet waren 48 Skipper in drei Klassen, darunter sechs Frauen.

## Frauen beim OSTAR und The Transat
Im Jahr 1968 nahm die deutsche Fremdsprachen-Sekretärin Edith Baumann (26) mit ihrem Trimaran Kola III als erste Frau an dem Rennen teil. Sie musste das Rennen wegen Schäden an ihrem Boot abbrechen und wurde abgeborgen. 1972 beendete Marie-Claude Fauroux  mit der Yacht Aloa VII als erste Frau erfolgreich das OSTAR nach 33 Tagen. Die schnellste Frau beim OSTAR wurde im Jahr 2000 die Britin Ellen MacArthur mit dem Open 60	Kingfisher. Sie benötigte eine Zeit von 14 Tagen, 23 Stunden und 1 Minute.
Die 2016er The Transat Bakerly startete mit 2 weiblichen Skippern: Anna-Maria Renken (GER) auf NIVEA und Isabelle Joschke (FRA) auf GENERALI – Horizon Mixité. Joschke musste das Rennen wegen struktureller Probleme am Rumpf aufgeben.

## Havarien
1972 wurden die Yachten Justa Listang und Mersea Pearl entmastet und von ihren Skippern Bob Salmon und Bob Miller aufgegeben. Beide Segler wurden gerettet.
Im Jahr 1976 gingen die Yachten Three Cheers mit dem Skipper Mike McMullen und Galloping Gael mit Mike Flanagan an Bord verloren. Toni Bullimore konnte von seiner brennenden Yacht von einem anderen Schiff gerettet werden.
1988 sank die Yacht Hyccup nach einer Walkollision. Der Skipper David Sellings konnte gerettet werden. Ebenfalls aufgegeben werden musste die Yacht Jester. Skipper Mike Richey wurde abgeborgen.
Im Jahr 2009 geriet der Open 30 Città di Salerno des Italieners Gianfranco Tortolani vor der kanadischen Küste in Seenot. Der Skipper wurde von einem Containerschiff an Bord genommen.
2016 musste Richard Tolkien von seinem Open 60 44 mit einer Kopfverletzung von einem Frachter abgeborgen werden. Die Yacht blieb sich mitten auf dem Atlantik selbst überlassen.
Beim OSTAR 2017 wurden die Yachten Tamarind und Illumia 12 aufgegeben. Beide Skipper konnten gerettet werden. Ende November 2017 wurde der kiellose Rumpf der Illumia 12 an der irischen Westküste angespült.

## Einzelne Ausgaben der Regatta

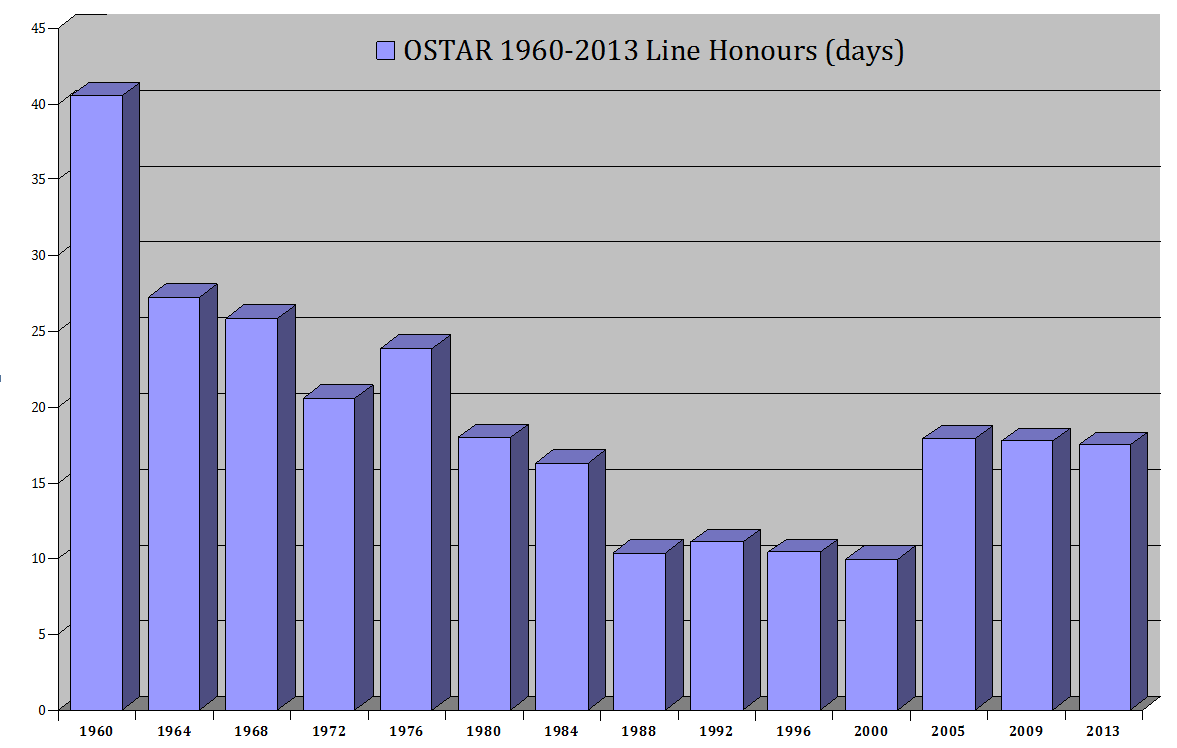
Line Honours von 1960 bis 2013, ab 2005 ohne ORMA 60 Trimarane am Start

Bei den Teilnehmern werden die angemeldeten Boote und die (regelkonform) ins Ziel gelangten Boote angegeben.
- 1960: Observer Single-Handed Transatlantic Race (OSTAR); Plymouth – New York (einziges Mal, dass New York angesteuert wurde), 5 (5) Boote (einziges Mal, dass nur Einrumpfboote teilnahmen)
- 1964: Observer Single-Handed Transatlantic Race (OSTAR); Plymouth – Newport, 15 (14) Boote
- 1968: Observer Single-Handed Transatlantic Race (OSTAR); Plymouth – Newport, 35 (18) Boote
- 1972: Observer Single-Handed Transatlantic Race (OSTAR); Plymouth – Newport, 55 (43) Boote (Minimallänge)
- 1976: Observer Single-Handed Transatlantic Race (OSTAR); Plymouth – Newport, 125 (73) Boote (3 Klassen, nur nach Rumpflänge)
- 1980: 1/OSTAR (Sponsoren: The Observer, Europe 1); Plymouth – Newport (3 Klassen, nur nach Rumpflänge)
- 1984: 1/OSTAR (Sponsoren: The Observer, Europe 1); Plymouth – Newport (5 gemeinsame Klassen von Ein- und Mehrrumpfbooten)
- 1988: Carlsberg Single-handed Transatlantic Race (CSTAR oder C-STAR); Plymouth – Newport, 95 Boote
- 1992: Europe 1 STAR; Plymouth – Newport
- 1996: Europe 1 STAR; Plymouth – Newport
- 2000: Europe 1 New Man STAR (Sponsoren: Europe 1, New Man); Plymouth – Newport, 24 IMOCA-(Einrumpf-)boote und ≥ 7 ORMA60-(Mehrrumpf-)Boote (in 2 getrennten Klassen)
- 2004: The Transat (Profi-Regatta); Plymouth – Boston, 37 Boote (ORMA50 & 60; IMOCA50 & 60)
- 2005: Faraday Mill OSTAR 2005 (Sponsor: Faraday Mill; Amateurregatta); Plymouth – Newport, 35 (19) Boote
- 2008: (The) Artemis Transat (Sponsor: Artemis, Großbritannien; Profiregatta); Plymouth -
- 2009: OSTAR (Amateur-Regatta); Plymouth – Newport, 31 (23) Boote (in 4 Klassen), Line Honours für den Niederländer Jan Kees Lampe mit dem Open 40 "La Promesse" in 17:17:40:00
- 2013: OSTAR (Amateur-Regatta); Plymouth – Newport, 17 gemeldete Yachten in vier Klassen, Line Honours für den Italiener Andrea Mura mit dem Open 50 "Vento di Sardegna" in 17:11:22
- 2016: The Transat Bakerly (Sponsor: Bakerly LLC); Plymouth – New York, 25 gemeldete Boote in vier Klassen, Line Honours für den Franzosen François Gabart mit dem ULTIMES-Trimaran "Macif" in 08:08:54:39
- 2017: OSTAR (Amateur-Regatta); Plymouth – Newport, 14 gemeldete Yachten in zwei Klassen, Line Honours für den Italiener Andrea Mura mit dem Open 50 "Vento di Sardegna" in 17:04:06:19
- 2022: OSTAR (Amateur-Regatta); Plymouth – Newport, 7 gemeldete Yachten (4 * DNF), Line Honours für den Schweizer Markus Moser mit der Yacht "Lifgun" vom Typ Pegasus 50 in 21:06:25 für 3.265 Seemeilen.
- 2024: OSTAR (Amateur-Regatta); Plymouth – Newport, 3 gemeldete Yachten, Line Honours für den US-Amerikaner David Southwell mit der Yacht "Alchemy" vom Typ J/121 in 20:11:01 für 3.203 Seemeilen.

## Gewertete Deutsche Teilnehmer am OSTAR (Plymouth-Newport)
- 1968: Claus Hehner, SY MEX (37 Fuß), 41:10:46
- 1972: Claus Hehner, SY MEX (35 Fuß), 40:08:23 (inklusive einer 24 stündigen Zeitstrafe wegen einer Regelverletzung); Wolf Dietrich Kirchner, SY White Dolphin (32 Fuß), 38:07:17; Heiko Krieger, SY Tinie (26,5 Fuß), 46:13:52
- 1976: Folkmar Gräf, SY Dadztoy II (38 Fuß), 32:20:55; Gerd Bucking, SY Helene II (35 Fuß), 33:08:41; Klaus Schrodt, SY Liliam (29,5 Fuß), 37:21:25; Wolfgang Wanders, SY Amitie (35 Fuß), 42:17:30
- 1980: Wolfgang Wanders, SY  "Stadt Krefeld, 21:14:22; Wolfgang Quix, SY Jeantex (31 Fuß), 38:03:02, die SY Jeantex sank auf der Rücküberführung nach Deutschland auf Höhe der Neufundlandbänke. Der Skipper konnte gerettet werden.
- 1988: Wolfgang Quix, SY Jeantex T 3000 (40 Fuß), 22:12:58; Roland Treinzen, SY Stella Polare (40 Fuß), 27:21:30
- 1992: Karl Brinkmann, SY Little Fritzzz (26 Fuß), 36:22:57
- 1996: Wolfgang Quix, SY Wolfie´s Toy (50 Fuß), 20:01:45
- 2009: Uwe Röttgering, SY FANFAN! (40 Fuß), 21:22:42

## Deutsche Teilnehmer am The Transat (Plymouth – Marblehead bzw. Plymouth – New York)
- 2008: Boris Herrmann, SY Beluga Racer (Class 40 vom Typ Akilaria rc1), 17:12:10
- 2016: Anna-Maria Renken, SY NIVEA (Class 40 vom Typ Pogo S3, Eigner: Stefan F. Heidenreich), 21:13:19

## Teilnehmer aus Österreich und der Schweiz
- 2004: Norbert Sedlacek (AUS), SY Brother (IMOCA 60), The Transat, 17d 18h 35m
- 2013: Ralph Villiger (CH), Ntombifuti (40 Fuß), OSTAR, 36d 08h 12m (mit einem Reparaturstopp in Brest)
- 2022: Markus Moser (CH) mit der Yacht "Lifgun" vom Typ Pegasus 50 in 21:06:25